# Revolução Liberal-Conservadora de 1912
A Revolução Liberal-Conservadora de 1912 (em castelhano:  Revolución libero-conservadora de 1912, também chamada de Guerra de Mena) foi um conflito político e militar que se alastrou na Nicarágua como culminação do rompimento da aliança conservadora posterior a queda do poder de José Santos Zelaya e seus sucessores José Madriz Rodríguez e Juan José Estrada Morales. O estopim foi a destituição em 29 de julho de 1912 do General Luis Mena Vado como Ministro da Guerra pelo presidente Adolfo Díaz e a nomeação como chefe do exército do general Emiliano Chamorro Vargas. Mena havia sido nomeado presidente da Nicarágua para o período de 1913-1917 pela Assembleia Constituinte. Esta contenda terminaria em 6 de outubro de 1912 com a queda do último bastião revolucionário liberal em León.